# Mendham
Mendham är en by och en civil parish i Mid Suffolk i Suffolk i England. Orten har 431 invånare (2001).